# 伴正一
伴 正一（ばん しょういち、1924年1月1日 - 2001年5月26日）は、日本の弁護士、外交官。1972年から1977年まで第2代青年海外協力隊事務局長を務め、青年海外協力隊事業の立ち上げに尽力した。

## 来歴
1924年1月1日、香川県丸亀市に生まれる。父親は、税務署に勤務する官吏。1936年、（旧制）土佐中学校に入学。
1938年、海軍経理学校へ入学（33期）。卒業後、霜月に配属され、同艦艇でマリアナ沖海戦にも参戦した。1945年6月、内海海軍航空隊に異動。8月15日の終戦は、出張中の大分市で迎えた。
1946年、第二復員省を辞し、東京大学に入学。1948年、高等文官試験司法科に合格。大学卒業後、弁護士として活動を始める。
1951年、外交官試験に合格し、外務省に入省。サンフランシスコ総領事館、プレトリア総領事館、パキスタン大使館などで勤務。
1972年、国際協力事業団（現：国際協力機構）の青年海外協力隊事務局長に就任。
1977年より、在中国日本大使館公使。1980年に帰国し、2月に外務省を退官する。6月の第12回参議院議員通常選挙に高知県選挙区から立候補。無所属で、民社党、公明党などから推薦を受けた。しかし、得票率31.7%で落選した。
1983年、第37回衆議院議員総選挙に高知県全県区から立候補。この時は、公示直前に自由民主党の公認を得るが、落選。1990年、第39回衆議院議員総選挙においても、高知県全県区から政党の公認および推薦なしで立候補したが、落選した。

## 著書
- 『ボランティア・スピリット』(青年海外協力隊シリーズ) 講談社 1978年[注釈 3]